# يو إف سي ليلة القتال: سانتوس ضد أندرس
يو إف سي ليلة القتال: سانتوس ضد أندرس (بالإنجليزية: UFC Fight Night: Santos vs. Anders)‏ هو حدث لفنون القتال المختلطة نظمته يو إف سي، أُقيم في 22 سبتمبر 2018، على جيناسيو دو إيبيرابويرا في ساو باولو، البرازيل.